# Condotto uditivo esterno
Il condotto o meato uditivo esterno è un canale facente parte dell'orecchio esterno che mette in comunicazione la conca del padiglione auricolare con l'orecchio medio terminando a livello del timpano.
Insieme al padiglione auricolare raccoglie le onde sonore e le convoglia verso il timpano; inoltre le sue pareti sono provviste di ghiandole che producono il cerume, sostanza con funzione lubrificante e protettiva.

## Disposizione e rapporti
Il meato esterno presenta una forma ad S italica ben visibile se guardato attraverso un piano trasversale della testa: il segmento esterno è obliquo in avanti, quello medio indietro e quello interno di nuovo in avanti. Sul piano frontale, invece, è diretto dall'alto in basso e con una leggera convessità superiore.
Trae rapporti con l'articolazione temporo-mandibolare anteriormente, le celle mastoidee posteriormente, la fossa cranica media superiormente (da cui è separato tramite la parte squamosa dell'osso temporale) e la ghiandola parotide inferiormente.

## Vascolarizzazione ed innervazione
La arterie del meato acusto esterno sono tutti rami della carotide esterna o del suo ramo terminale, l'arteria mascellare. Le parti fibrocartilaginee sono irrorate dalle arterie auricolare posteriore, temporale superficiale e parotidee; mentre la parte ossea dalle arterie timpanica anteriore e auricolare profonda.
Le vene affluiscono alla vena temporale superficiale, al plesso venoso periarticolare temporomandibolare e alle vene auricolari posteriori.
I vasi linfatici, come per il padiglione auricolare formano una rete che fa capo a tre gruppi linfonodali: 
- linfonodi pretragici e parotidei sottofasciali drenano la regione anterosuperiore della faccia laterale del padiglione;
- linfonodi parotidei inferiori drenano la parte inferiore della faccia laterale e parte della faccia mediale;
- linfonodi mastoidei e parotidei inferiori drenano la regione posteriore della faccia laterale e tutta la faccia mediale.

L'innervazione è completamente sensitiva è proviene dai nervi:
- auricolotemporale (ramo del nervo mandibolare): innerva la cute del condotto vicino al padiglione;
- grande auricolare (ramo del plesso cervicale): innerva la cute della parte posteriore del condotto;
- ramo auricolare del vago: innerva la cute che riveste la porzione ossea del meato.

## Struttura

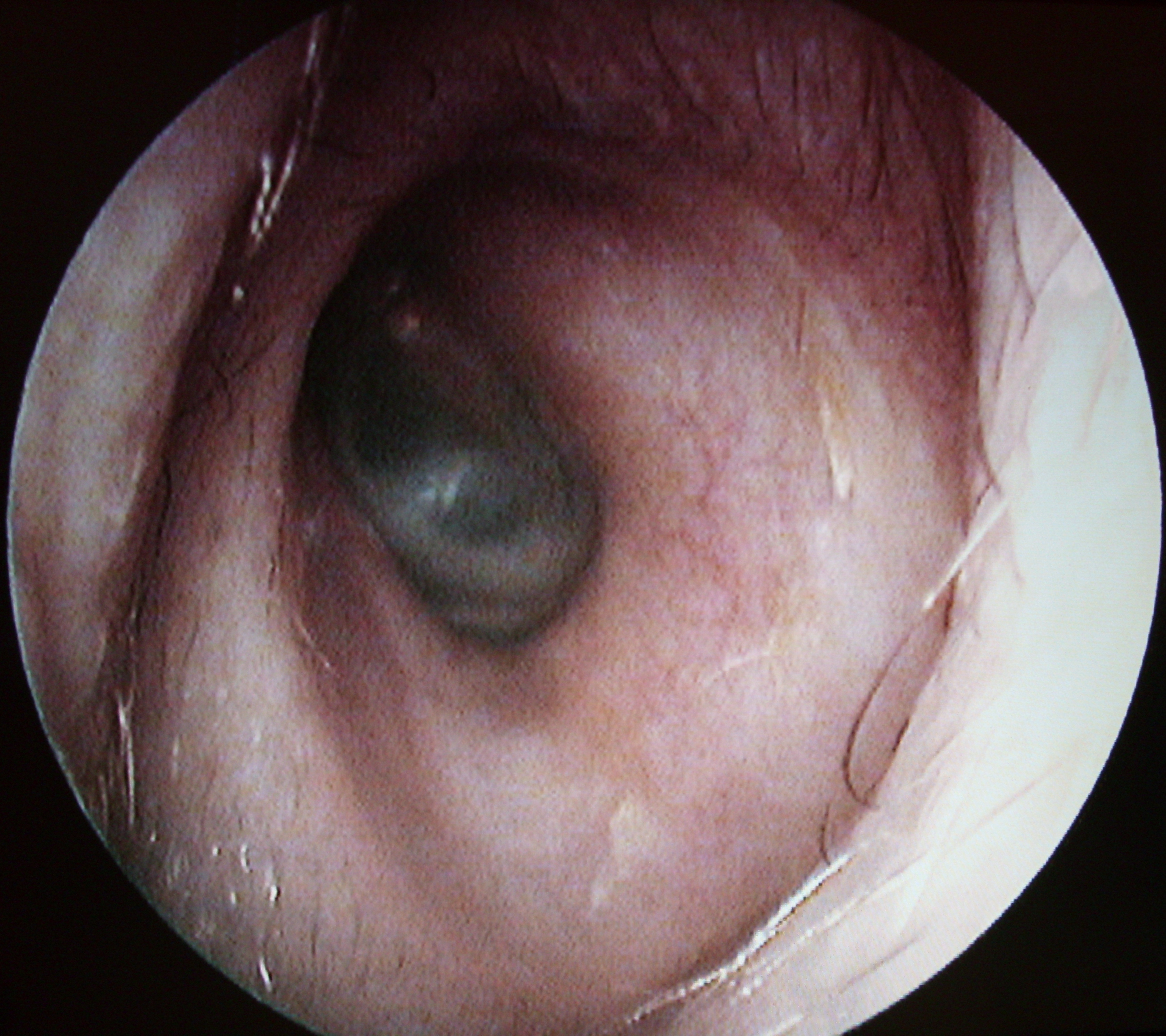
Condotto uditivo esterno

Il condotto uditivo esterno è formato da due porzioni, una dotata di scheletro cartilagineo e l'altra osseo. Entrambe sono rivestite internamente da cute che diminuisce il suo spessore dall'esterno all'interno, ma che presenta le stesse caratteristiche nelle due porzioni.

### Porzione cartilaginea
Lo scheletro cartilagineo, laterale, è a forma di doccia con concavità e apertura superiore che è in continuità alla cartilagine del padiglione, costituita da cartilagine elastica. Sulla faccia anteriore presenta numerose fessure, le incisure di Santorini, occupate da tessuto fibroso che dona mobilità al condotto.
Superiormente il condotto è chiuso da una lamina di tessuto connettivo fibroso denso che lo connette alla porzione ossea.

### Porzione ossea
Il meato acustico esterno è dato dall'unione dell'osso timpanico (porzione dell'osso temporale) con la squama dell'osso temporale, per cui risulta essere una formazione timpanosquamosa. Dalla squama del temporale si solleva un piccolo tubercolo, la spina suprameatum, sulla quale si inseriscono alcuni fasci fibrosi proveniente dalla lamina fibrosa della parte cartilaginea.

### Cute
La cute del meato manca delle papille dermiche e presenta uno strato cheratinizzato, un derma denso e annessi cutanei. Tra questi si annoverano peli, ghiandole sebacee e le ghiandole ceruminose, particolari ghiandole sudoripare apocrine (tubulari semplici glomerulari), che si aprono nel meato o in follicoli piliferi. Queste ghiandole producono un secreto denso e giallastro che va a formare il cerume unendosi al sebo e alle cellule desquamate fornendo una protezione del canale dall'umidità e della infezioni.

## Derivazione embriologica
Il condotto acustico esterno si forma dall'estremità dorsale del I solco faringeo. Dal solco nasce un diverticolo che si dirige medialmente verso il cavo del timpano primitivo: la parte laterale forma la conca del padiglione, la parte laterale il meato acustico primitivo. Le cellule ectodermiche che formano il fondo del solco formano una lamina epiteliale solida, il tappo del meato acustico che degenererà solo nel tardo periodo fetale. Circa al III mese il fondo del meato si spinge medialmente mettendo a contatto la lamina epiteliale che forma il fondo con la parete laterale del cavo del timpano. Dalla parete della cavità originate derivano il rivestimento epiteliale del meato acusto esterno e quello della faccia laterale del timpano.

## Patologie congenite
Le anomalie gravi dell'orecchio esterno sono rare, ma possono essere comuni quelle meno gravi.

### Atresia del meato
L'ostruzione del meato acusto esterno è dovuta ad una mancata canalizzazione del tappo che di solito caratterizza solo la parte superficiale, mentre quella profonda è aperta. È ereditata come carattere ereditario autosomico dominante. È spesso associata alla sindrome del primo arco o ad uno sviluppo anomalo del I e II arco faringeo. Il padiglione è spesso mancante e possono essere presenti anomalie all'orecchio medio e interno.

### Assenza del meato
Questa rara condizione sussiste quando il solco faringeo non si espande verso l'interno per formare il diverticolo da cui poi avrà origine il condotto e quando il tappo non scompare.